# King's Norton (Leicestershire)
 (octobre 2023).
Pour les articles homonymes, voir Kings Norton et Norton.
King's Norton est une paroisse civile et un village du Leicestershire, en Angleterre.